# بطولة الكويت لمحترفي الاسكواش

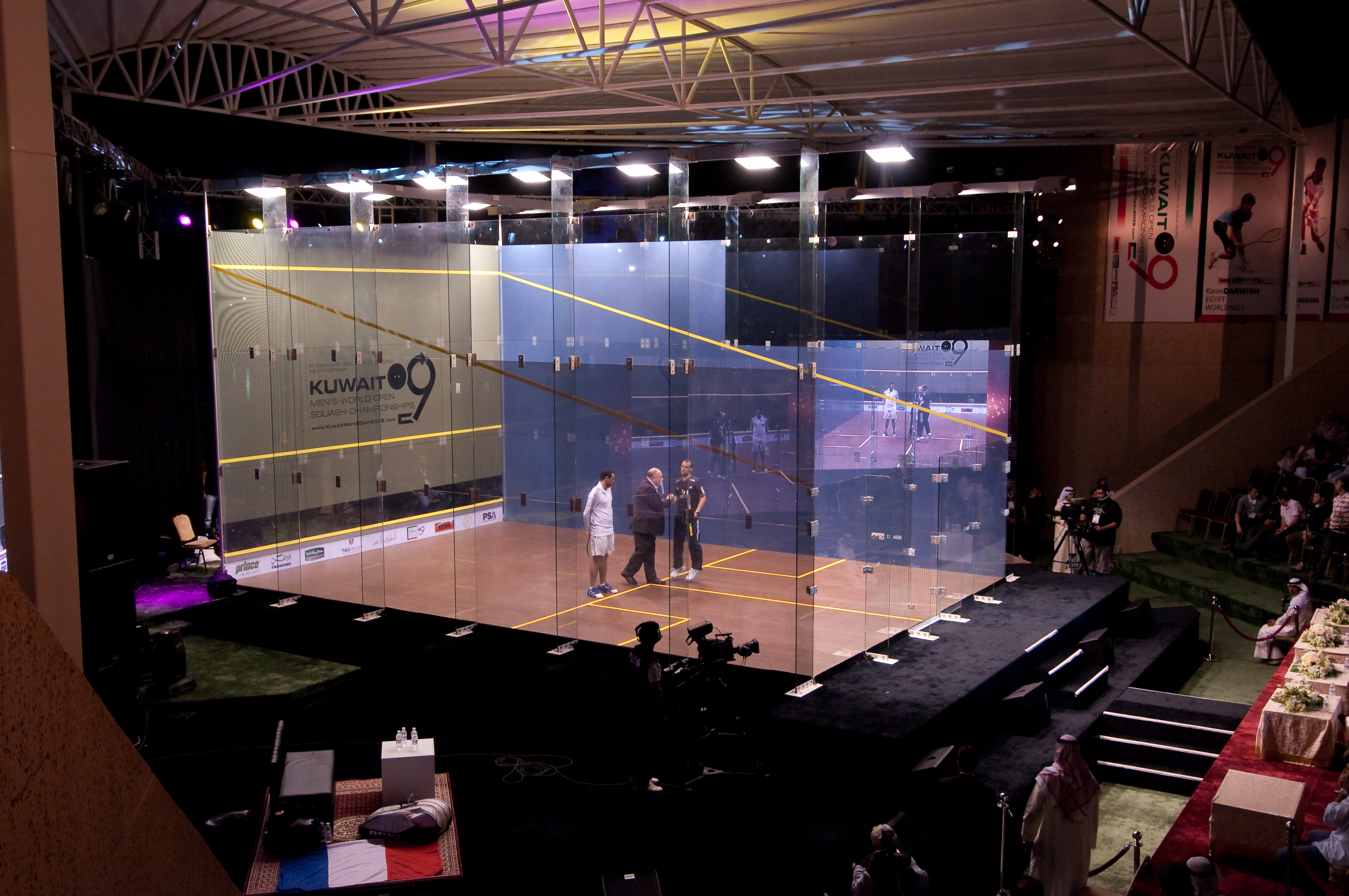
قاعة زجاجية لبطولة الكويت المفتوحة للتنس

كأس الكويت للاسكواش الاحترافي (المعروف سابقًا باسم بطولة الكويت المفتوحة) هي بطولة سنوية للاسكواش للرجال، تُقام في مدينة الكويت، الكويت، في نوفمبر. وهي جزء من سلسلة PSA العالمية، وتُعد أعلى مستوى في منافسات الاسكواش الاحترافية للرجال. تأسست هذه البطولة في عام 2004.

## النتائج السابقة
| سنة      | بطل                                                | المتسابق الثاني في السباق                          | النتيجة في النهائي                                 |
| -------- | -------------------------------------------------- | -------------------------------------------------- | -------------------------------------------------- |
| 2014     | لا يوجد منافسة                                     | لا يوجد منافسة                                     | لا يوجد منافسة                                     |
| 2013     | رامي عاشور                                         | جيمس ويلستروب ‏                                     | 6-11، 11-8، 11-3، 11-3                             |
| 2012     | لا يوجد منافسة                                     | لا يوجد منافسة                                     | لا يوجد منافسة                                     |
| 2011     | جيمس ويلستروب ‏                                     | كريم درويش                                         | 11-7، 10-12، 11-4، 11-2                            |
| 2010     | رامي عاشور                                         | عمرو شبانة                                         | 9-11، 11-4، 13-11، 11-1                            |
| 2009     | لم يتم إقامتها بسبب بطولة العالم المفتوحة عام 2009 | لم يتم إقامتها بسبب بطولة العالم المفتوحة عام 2009 | لم يتم إقامتها بسبب بطولة العالم المفتوحة عام 2009 |
| 2008     | عمرو شبانة                                         | رامي عاشور                                         | 11-9، 11-7، 13-11                                  |
| 2007     | رامي عاشور                                         | عمرو شبانة                                         | 9-5، 9-3، 12-10                                    |
| 2006     | لا يوجد منافسة                                     | لا يوجد منافسة                                     | لا يوجد منافسة                                     |
| 2005     | ديفيد بالمر                                        | بيتر نيكول                                         | 4-11، 11-9، 3-11، 6-11                             |
| 2004     | بيتر نيكول                                         | جيمس ويلستروب ‏                                     | 15-13، 9-15، 15-4، 15-8                            |
| 2003     | لا يوجد منافسة                                     | لا يوجد منافسة                                     | لا يوجد منافسة                                     |
| 2002     | لا يوجد منافسة                                     | لا يوجد منافسة                                     | لا يوجد منافسة                                     |
| 2001     | لا يوجد منافسة                                     | لا يوجد منافسة                                     | لا يوجد منافسة                                     |
| عام 2000 | لا يوجد منافسة                                     | لا يوجد منافسة                                     | لا يوجد منافسة                                     |
| 1999     | لا يوجد منافسة                                     | لا يوجد منافسة                                     | لا يوجد منافسة                                     |
| 1998     | بيتر نيكول                                         | ديريك رايان ‏                                       | 14-15، 15-11، 15-10، 15-6                          |
| 1997     | بيتر نيكول                                         | رودني آيلز ‏                                        | 15-6، 12-15، 16-17، 15-8، 15-4                     |

## روابط خارجية
- صفحة موقع الاسكواش